# Nezumia spinosa
Nezumia spinosa és una espècie de peix de la família dels macrúrids i de l'ordre dels gadiformes.

## Morfologia
- Els mascles poden assolir 28 cm de llargària total.[6][7]

## Hàbitat
És un peix d'aigües profundes que viu entre 560-900 m de fondària.

## Distribució geogràfica
Es troba a Sud-àfrica (KwaZulu-Natal), el Mar de la Xina Meridional i el sud del Japó.